# Photoplayer
Il photoplayer o fotoplayer è uno strumento musicale meccanico sviluppato nel Regno Unito all'inizio del XX secolo per accompagnare le proiezioni dei film muti. Ebbe maggior successo e rapida diffusione negli Stati Uniti.

## Struttura
Gli strumenti principali contenuti in un photoplayer erano il pianoforte e le percussioni; in alcune macchine si aggiungevano anche un organo a canne e comandi manuali per creare effetti sonori. Come una pianola, il photoplayer riproduceva la musica leggendo dei rulli perforati. Gli effetti sonori comuni includevano spari, campane e tamburi, generati tirando catene. In alcuni photoplayer erano inclusi anche effetti sonori elettrici come sirene, clacson e fischietti. L'operatore doveva caricare i rotoli di carta, avviare la macchina e aggiungere manualmente gli effetti sonori e le percussioni.

## Storia
Il primo Photoplayer nacque in un piccolo cinema, il Palace Theatre di Tamworth, nel Staffordshire, che all'epoca per la musica aveva assoldato un trio e un pianista solista. All'inizio del 1908 il proprietario ebbe un disaccordo con il trio e decise di sostituirlo con un organo. Contattò la John Compton Organ Company, allora con sede a Nottingham, e ordinò uno strumento da consegnare immediatamente. Compton fornì così un pianoforte elettrico Harper, collegato elettricamente a sei file di canne d'organo e tamburi. Così nacque il primo photoplayer.
Durante il periodo del cinema muto, tra il 1910 e il 1928, ne furono prodotti 8000-10000 esemplari. C'erano una dozzina di produttori, tra cui l'American Photo Player Company, che realizzò il Photoplayer e diede anche il nome allo strumento, la Operators Piano Company di Chicago che realizzò il Reproduco, la Bartola Musical Instrument Company di Oshkosh, Wisconsin, produttrice della Bartola, la Seeburg e la Rudolph Wurlitzer Company. Dopo il 1912 entrarono nel mercato degli strumenti meccanici per il cinema alcuni produttori tedeschi di pianoforti, tra cui Hupfeld a Lipsia, Philipps a Francoforte sul Meno e M. Welte & Söhne a Friburgo/Brisgovia.
La Filmmusic Co. di Los Angeles produsse per il Photoplayer dei rulli musicali chiamati Picturolls; questi venivano creati con una combinazione unica di buchi lunghi e corti, per far lavorare meglio il piano e l'organo. Questi rulli contenevano brani di compositori per il cinema come William Axt, Gaston Borch o Ernö Rapée e venivano descritte con stati d'animo tipo "drammatico - agitato" e riferimenti come "fretta - inseguimento - commedia", per facilitare la selezione dello strumento all'operatore. Canzoni famose che i photoplayer avevano tipicamente in repertorio erano brani come Mushy Music, Fire! Fire! Fire!, Drunk Soused Spree, The Roaring Volcano.
La popolarità dello strumento diminuì drasticamente a metà degli anni '20 quando il cinema muto furono sorpassato dal sonoro. Pochissime macchine funzionanti sono sopravvissute.